# Гермипп (комедиограф)
Гермипп (др.-греч. Ἕρμιππος) — афинский комедиограф времен Пелопоннесской войны.
Согласно Суде, Гермипп был сыном Лисида и братом незначительного комического поэта Миртила; по возрасту он был моложе Кратина и Ферекрата, но старше Аристофана и Евполида.
Суда приписывает ему авторство 40 пьес, названия девяти из которых сохранились (Agamemnon, Athenas gonai, Artopolides, Demotai, Europa, Theoi, Kerkopes, Moirai, Stratiotai, Phormophoroi). Он был активным противником Перикла, которого он обвинял в трусости, а также в том, что тот пировал со своими товарищами, когда спартанцы вторгались в Аттику.
Гермипп также выступил на процессе против Аспазии, которую обвинял в том, что к ней ходят свободные женщины, которых она принимает для Перикла. (…) Перикл вымолил ей пощаду, очень много слез пролив за неё во время разбирательства дела, как говорит Эсхин, и упросив судей.
В «Булочницах» (Artopolides) он нападает на демагога Гипербола. Наряду с политической сатирой в «Родах Афины» мы впервые встречаем комическую трактовку мифа о рождении божества — тема, которая позднее стало очень популярной.
В схолиях к Аристофану упоминается, что Гермипп писал также ямбическими триметрами и тетраметрами.

## Издания
- Theodor Kock. Comicorum Atticorum fragmenta, i. (1880).
- Augustus Meineke. Potarum Graecorum comicorum fragmenta, (1855).
- C. Austin and Rudolf Kassel. Poetae Comici Graeci.